# Rifugio Croz dell'Altissimo
De Rifugio Croz dell'Altissimo is een berghut in de gemeente Molveno in de Italiaanse provincie Trente.
De berghut ligt op een hoogte van 1480 meter in de Brenta, een subgroep van de Dolomieten. De Rifugio Croz dell'Altissimo, gebouwd in 1962 door de ouders van de huidige eigenaar, wordt privaat uitgebaat en is geen eigendom van een alpenvereniging. De berghut is vernoemd naar de nabijgelegen bergtop Croz dell'Altissimo (2339 meter). Een andere veel beklommen berg vanaf de berghut is de Cima Roma (2827 meter). De hut is door het Val delle Seghe vanuit Molveno in ongeveer anderhalf uur bereikbaar. Andere berghutten in de buurt van de Rifugio Croz dell'Altissimo zijn de Rifugio La Montanara (1525 meter), bereikbaar binnen een uur wandelen, en de Rifugio Selvata (1630 meter), bereikbaar binnen een half uur.